# Thryallis brachystachys
Thryallis brachystachys là một loài thực vật có hoa trong họ Malpighiaceae. Loài này được Lindl. miêu tả khoa học đầu tiên năm 1828.